# Global United FC

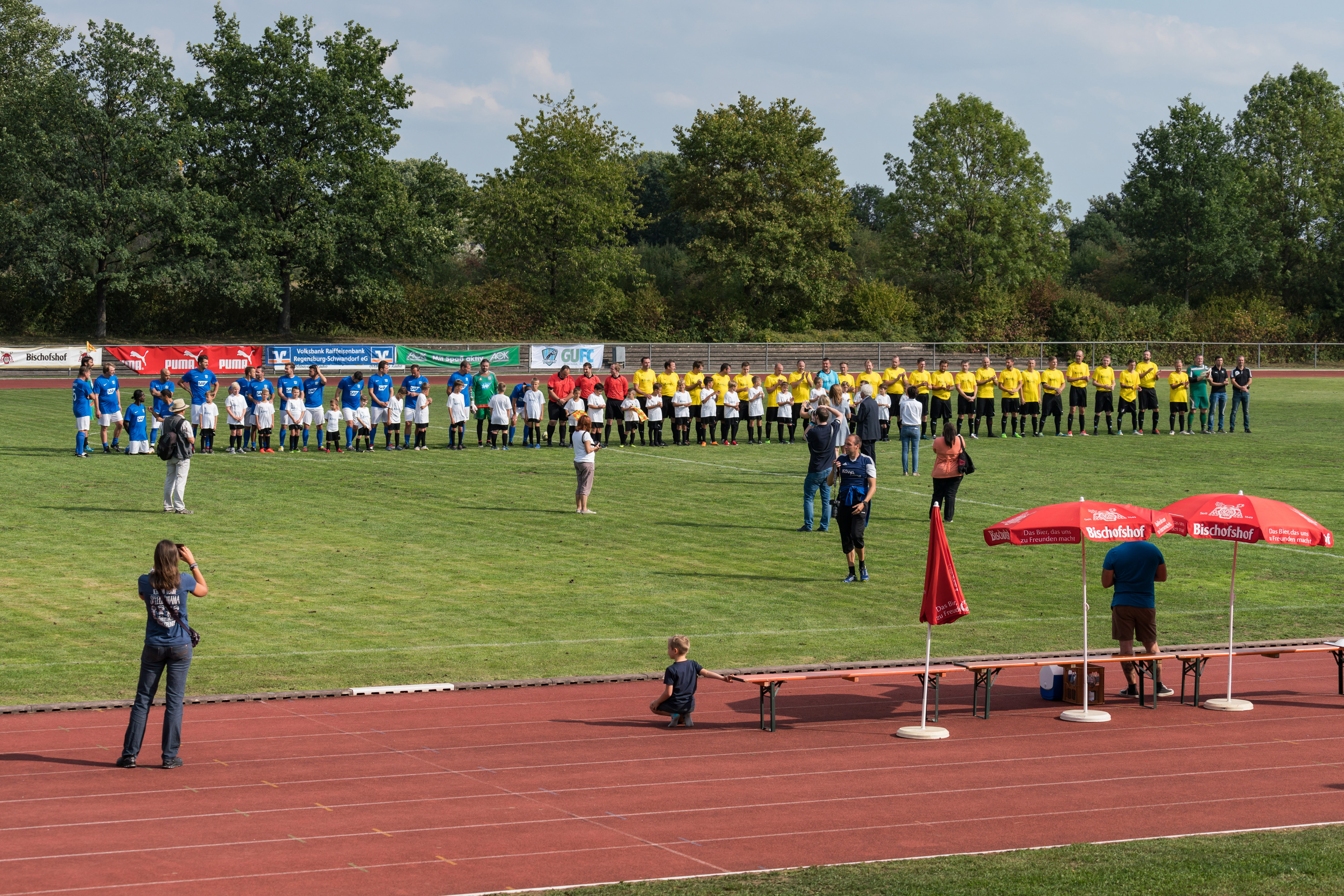
Benefizspiel des Global United FC gegen die Stadtauswahl von Schwandorf

Global United FC ist ein internationaler, in Deutschland registrierter, gemeinnütziger Verein, der sich für den Klima- und Umweltschutz durch Erhöhung der Aufmerksamkeit zu diesen Themen einsetzt. Hierfür stellen sich die weit über 500 namhaften – ehemaligen und teils noch aktiven – Fußballprofis, Fußballtrainer und auch Fußballschiedsrichter aus der ganzen Welt für Benefizspiele, Aktionswochen und Einzelprojekte an gefährdeten oder ungewöhnlichen Orten zur Verfügung. Mittlerweile haben sich weitere Persönlichkeiten aus Medien, Entertainment und Wirtschaft dem Vereinsmotto "We love football. We love our planet" angeschlossen.
Die Leitung des Vereins besteht aus dem Gründer und Vereinsvorstand Lutz Pfannenstiel, dem Vorsitzenden des Aufsichtsrats Fredi Bobic und dem operativ verantwortlichen Generalsekretär/CEO Rainer Hahn. Hinzu kommen Geert Brusselers und Kristian Baumgärtner als Mitglieder des Aufsichtsrats sowie Tilmann Meuser, Thomas Richter und Bernhard Heinisch als Mitglieder des Beirats. Zur weiteren Projektumsetzung der Aktivitäten in Afrika wurde 2018 die Global  United FC Foundation NPC mit Sitz in Johannesburg gegründet.
Die Idee zu Global United FC wurde 2009 von Lutz Pfannenstiel ins Leben gerufen. Nach den ersten erfolgreichen Projekten wurde der Verein 2011 gegründet.

## Projekte
Im Kampf gegen die negativen Folgen der globalen Erwärmung leistet die Global United FC e.V. den von Klimakatastrophen betroffenen Menschen Sofort-Hilfe und unterstützt präventive Projekte in Schwellen- und Entwicklungsländern genauso wie in Industrienationen. Zu den Global United FC-Hilfsprojekten zählen unter anderem das Pakistan Flood Relief Project, globale Wasserprojekte, ein Biogasprojekt in Indien sowie das TransAtlantic Climate Institute.

## Spiele und Spielorte
Der Global United FC spielt zum Erreichen seiner Klimaschutzziele weltweit gegen lokale Vereinsmannschaften und Auswahlmannschaften mit lokalen Persönlichkeiten.
Auswahl an Spielen:
- 2. Januar 2010: DSF-Hallenmasters, Riesa,  Deutschland
- 9. Januar 2010: MDR-Hallenmasters, Zwickau,  Deutschland
- April 2010: Kairo,  Ägypten
- Mai 2010: Dayton,  Vereinigte Staaten
- Mai 2010: Johannesburg,  Südafrika
- 26. Mai 2010: Windhoek,  Namibia[2] (1:1 gegen African Stars; 0:1 gegen African Legends)
- Dezember 2010: King George Island, Antarktis
- 3. April 2011: Otavi,  Namibia
- 15. bis 18. März 2017: Gobabis,  Namibia

## Kader
Der Kader der Global United FC setzt sich aus Spielern aller Erdteile zusammen:

### Afrika
- Angola: Akwá
- Kamerun: Jules Onana, Alphonse Tchami
- Demokratische Republik Kongo: Michél Mazingu-Dinzey
- Ghana: Anthony Baffoe, Samuel Kuffour, Anthony Yeboah
- Marokko: Mustapha Hadji
- Namibia: Collin Benjamin, Amos Shiyuka
- Nigeria: Jonathan Akpoborie, Sunday Oliseh
- Südafrika: Phil Masinga, Mark Fish, Pierre Issa, Lucas Radebe

### Asien und Ozeanien
- Australien: Graham Arnold
- Neuseeland: Wynton Rufer, Danny Hay
- Singapur: Fandi Ahmad

### Europa
- Albanien: Rudi Vata
- Österreich: Andreas Herzog, Toni Polster, Ivica Vastić
- Belgien: Jean-Marie Pfaff, Tom Saintfiet
- Bosnien und Herzegowina: Sergej Barbarez
- Bulgarien: Krassimir Balakow, Daniel Borimirow
- Kroatien: Niko Kovač, Robert Prosinečki, Zvonimir Soldo
- Tschechien: Radek Bejbl, Michal Kadlec, Pavel Kuka
- Dänemark: Stig Töfting
- England: John Barnes
- Finnland: Jari Litmanen, Mika Nurmela
- Frankreich: Christian Karembeu, Zinedine Zidane
- Deutschland: Fredi Bobic, Guido Buchwald, Lothar Matthäus
- Ungarn: József Kiprich
- Irland: Denis Irwin, Mike Phelan
- Moldau: Igor Iwanowitsch Dobrowolski
- Niederlande: Ronald de Boer, Pierre van Hooijdonk
- Norwegen: Håvard Flo, Henning Berg, Ronny Johnsen
- Portugal: Hugo Almeida, Abel Silva, António Veloso
- Polen: Marek Leśniak
- Rumänien: Ioan Lupescu, Dan Petrescu, Adrian Popescu
- Russland: Dmitri Anatoljewitsch Alenitschew, Rinat Faisrachmanowitsch Dassajew
- Schottland: Scot Gemmill, Richard Gough
- Serbien: Miroslav Stević
- Schweden: Andreas Ravelli, Henrik Larsson, Stefan Schwarz
- Schweiz: Urs Meier, Ciriaco Sforza, Jörg Stiel

### Nordamerika
- Kanada: Adrian Cann, Martin Nash
- Costa Rica: Douglas Sequeira
- Jamaika: Darryl Powell
- Mexiko: Ramón Ramírez
- Trinidad und Tobago: Ramon Bailey
- Vereinigte Staaten: Marcelo Balboa, Thomas Dooley, Tony Sanneh

### Südamerika
- Brasilien: Aldair, Cafu, Elber, Jorginho, Diego Morais, Rafinha
- Bolivien: Marco Etcheverry
- Chile: Francisco Rojas, Pedro Reyes
- Ecuador: Daniel Reinoso
- Paraguay: José Luis Chilavert, José Saturnino Cardozo